# Lumière du jour (chanson de Michel Berger)
Pour les articles homonymes, voir Lumière du jour.
Clip vidéo
[vidéo] « Michel Berger - Lumière du jour », sur YouTube
Lumière du jour est une chanson française de l'auteur-compositeur-interprète Michel Berger, single promotionnel extrait de son album Voyou de 1983.

## Histoire
Cette chanson d'« amour exclusif » est une des nombreuses chansons que Michel Berger a écrit et composé sur le thème de son amour pour France Gall, qu'il a épousé en 1976, et à qui il dédie ce titre « Tu es ma lumière du jour, tu es mon ultime amour, si je t'appelle, tu accours, tu es mon premier secours, ma lumière du jour... »,,.
Il enregistre ce titre synthpop au Gang Recording Studio de Paris, avec entre autres lui même au piano, Georges Rodi (synthétiseurs), Michael Brecker et Patrick Bourgoin (saxophones), Jannick Top (basse), et France Gall (chœurs). L'album Voyou est vendu avec succès à près de 100 000 exemplaires. 

## Reprises et adaptations
Ce titre est repris entre autres avec sa compilation Vivre de 2022, ainsi que par des interprètes tels que France Gall (albums France, 1996, Live à L'Olympia, 1997, et compilation Plus haut, 2024), et Véronique Sanson (album D'un papillon à une étoile, 1999, en hommage à Michel Berger)...

## Au cinéma
- 2019 : Chamboultout, d'Éric Lavaine, avec Alexandra Lamy et José Garcia.